# Закавказский древесный богомол

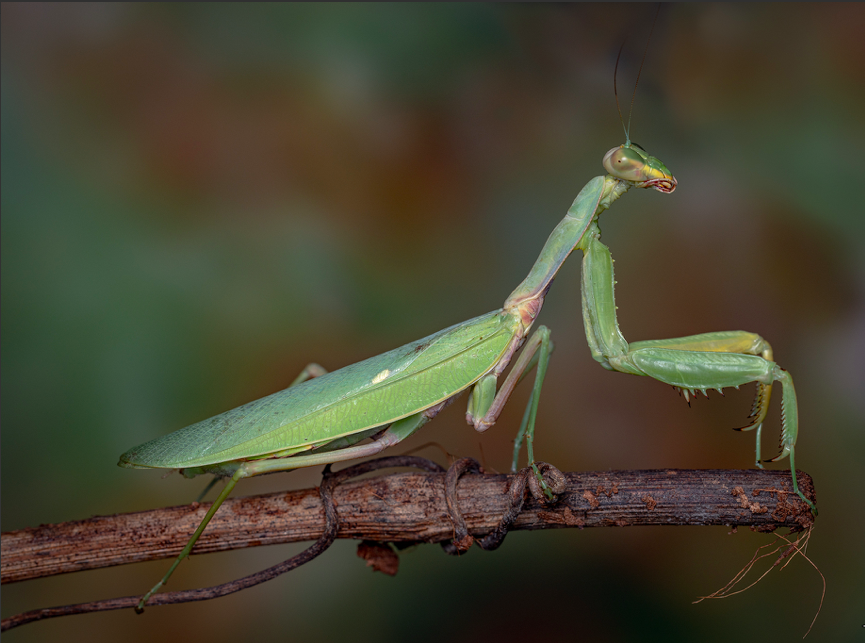
Имаго самки закавказкого древесного богомола

Закавказский древесный богомол (лат. Hierodula transcaucasica) — вид насекомых из семейства настоящих богомолов (Mantidae), распространённый на Кавказе, в Иране, Афганистане. На территории России встречается, в Астраханской области, довольно част в Ставропольском и Краснодарском краях, по югу Ростовской области. Также был единичный случай нахождения на юге Волгоградской области (Красноармейский район, граница со Светлоярским).

Крупное насекомое, зелёного или желтовато-бурого цвета. Тело крепкое, длиной 6—8 см, зелёного, жёлтого или бурого цвета. На передних крыльях видны беловатые пятна. Отличается от Mantis religiosa более коренастым телом с более массивной головой и квадратным (а не поперечно-прямоугольным) лобным щитком, белой стигмой на передней трети надкрылья и наличием маленького шипа возле коленей средних и задних бедер, а также отсутствием пятна овальной формы на внутренней поверхности тазиков передних ног.
Встречается в Азербайджане, Грузии, Армении, кавказском регионе России, Иране, Афганистане, Средней Азии, Украине
(западная часть Запорожской области: (Запорожье, Мелитополь, Акимовка, Кирилловка), вся Херсонская область, часть Одесской области: (сама Одесса), Харьковская область: (Шаровка)). В Крыму — это, вероятно, адвентивный вид, попавший туда с черноморского побережья Кавказа. Впервые был указан для Крыма Вернером в 1916 г., но отсутствует в более ранней работе О. Ф. Ретовского 1888 года. В начале XXI века вновь стал отмечаться на Крымском полуострове. Новые находки, вероятно, стали следствием резкого роста численности этого вида. Сейчас это обычный вид на Южном берегу Крыма и на всем протяжении морского побережья полуострова. Отдает предпочтение древесно-кустарниковой растительности.
Принадлежит к богатому видами роду Hierodula, основной ареал которого охватывает Юго-Восточную Азию и Австралию.